# Василиј Жбогар
Василиј Жбогар (Копар, 4. октобар 1975) словеначки је једриличар. Такмичи се у класи Ласер.

## Биографија
Жбогар живи у Изоли. Тренутно студира маркетинг у Копру. Говори енглески и италијански језик. У почетку се занимао за тенис, стони тенис и фудбал. У једриличарски спорт га је увео отац пре 9 година. Члан је Једриличарског клуба Бурја. Тренери су му Тревор Милар и Марцио Брада.
Први значајнији успех постигао је на Медитеранским играма 2001. у Тунису када је освојио бронзану медаљу, затим побеђује на Европском првенству 2003. у Задру.
Највеће успехе постиже на Олимпијским играма 2004. у Атини треће место и 2008. у Пекингу друго место.
Године 2004. проглашен је за најбољег спортисту Словеније.